# 河野伊三郎
河野 伊三郎（こうの いさぶろう、1905年 - 1994年）は、日本の数学者。

## 来歴・人物
神奈川県出身。1929年東京帝国大学理学部数学科卒業。新潟高等学校 (旧制)、新潟大学、東京医科歯科大学の教授を歴任、理学博士。
すぐれた数学書の著者であり、また海外の科学書のすぐれた翻訳者として知られた。河野が執筆した『位相空間論』や『微積分入門』は、小冊子ながら、本格的な数学を目標とする初学者向きの本として、多くの学生のよい伴侶となったといわれる。
河野の翻訳した本は高い評価を受け、高校や大学入試の現代国語のよい題材として、受験参考書にも例文として見られたことがある。

## 著書・訳書
- 『概週期函数論』（岩波書店）
- 『メンタルテスト』（白林社）
- 『位相空間論』（共立出版）
- 『微積分入門』（岩波書店）
- 『代数および幾何』（吉田洋一共著、培風館）
- 『科学と仮説』（ポアンカレ著、岩波文庫）
- 『晩年の思想』（ポアンカレ著、岩波文庫）
- 『数について―連続性と数の本質』（デーデキント著、岩波文庫）
- 『現代物理学の思想』（W.ハイゼンベルク著、富山小太郎共訳、みすず書房）
- 『数学入門』（ホワイトヘッド著、創元社）
- 『科学の言葉=数』（トビアス・ダンツィク著、岩波書店）